# Love Profusion
Love Profusion è una canzone della cantautrice statunitense Madonna scritta e prodotta insieme a Mirwais Ahmadzaï. È il quinto e ultimo singolo estratto dall'album American Life. Una nuova versione, Headcleanr Rock Mix, è stata pubblicata sull'EP Remixed & Revisited, utilizzata dalle radio per la promozione sia del singolo che dell'EP. Il brano ha riscosso un discreto successo nelle classifiche mondiali imponendosi alla posizione numero uno in Spagna e nella classifica Hot Dance Club Play. Love Profusion non si è imposto nella Billboard Hot 100 alla pari dei predecessori estratti da American Life. La canzone è stata utilizzata anche nello spot pubblicitario diretto da Luc Besson del profumo Beyond Paradise di Estée Lauder.

## Il singolo
Love Profusion uscito il 12 dicembre 2003, è stato pubblicato in tre versioni. La prima (CD-1) contiene: Love Profusion (Album version), Nothing Fails (Radio Edit) e Love Profusion (Passengerz Club Mix). La seconda (CD-2) contiene: Love Profusion (Album Version), Love Profusion (Ralphi Rosario House Vocal Mix) e Nobody Knows Me (Above & Beyond 12" Mix). La terza invece contiene 6 remix della canzone e un remix di Nothing Fails. Negli USA e in Francia venne pubblicato nel 2004.

## Remix
Remix ufficiali
1. Love Profusion (Passengerz Club Mix)
2. Love Profusion (Ralphi Rosario House Vocal Mix)
3. Love Profusion (Blow Up Mix)
4. Love Profusion (The Passengerz Club Profusion)
5. Love Profusion (Ralphi Rosario House Vocal Extended)
6. Love Profusion (Craig J.'s “Good Vibe” Mix)
7. Love Profusion (Ralphi Rosario Big Room Vox Extended)
8. Love Profusion (Ralphi Rosario Big Room Dub)

## Il Video
Il video di Love Profusion è stato girato da Luc Besson il 28 ottobre del 2003. Il video comincia in un ambiente metropolitano notturno e Madonna cammina per strada avvolta da un forte vento. Durante il ritornello Madonna si ritrova in uno scenario dai colori pastello, avvolta da fiori, pesci, acque cristalline e fate volanti che, alla fine del video, l'avvolgono completamente.
La versione della canzone usata per girare il video è quella dell'album American Life. Ci sono anche altre versioni remix: Ralphi Rosario House Vocal - Extended, Craig J's Good Vibe Mix, Ralphi Rosario Big Room Vox - Extended e Ralphi Rosario Big Room Dub.

## Classifiche
| Classifica (2003/04) | Posizione massima |
| -------------------- | ----------------- |
| Australia            | 25                |
| Canada               | 3                 |
| Francia              | 25                |
| Grecia               | 3                 |
| Italia               | 5                 |
| Lettonia             | 40                |
| Polonia              | 8                 |
| Regno Unito          | 11                |
| Repubblica ceca      | 21                |
| Romania              | 99                |
| Russia               | 4                 |
| Spagna               | 1                 |
| Stati Uniti (Dance)  | 1                 |
| Svizzera             | 31                |